# 87 Gwardyjska Dywizja Strzelecka
87 Gwardyjska Dywizja Strzelecka (ros. 87-я гвардейская стрелковая дивизия) – związek taktyczny (dywizja) Armii Czerwonej.

## Historia
17 kwietnia 1943 radziecka 300. Dywizja Strzelecka za zasługi w bitwie stalingradzkiej otrzymała miano gwardyjskiej, jako 87 Gwardyjska Dywizja Strzelecka.
20 lipca 1943 generał-lejtnant Jakow Krejzer, dowodzący 2. Gwardyjską Armią, przekazał żołnierzom 87GwDS Sztandar Gwardii. Dywizja stacjonowała wówczas w Obwodzie rostowskim. W październiku tegoż roku toczyła zwycięskie boje pod Melitopolem, po czym skierowała się w kierunku południowo-zachodnim, aby przygotować się do odbicia Krymu.
W kwietniu i maju 1944 wzięła udział w ofensywie krymskiej, uderzając przez Przesmyk Perekopski, za co otrzymała honorowy tytuł dywizji perekopskiej. Po wykonaniu tego zadania została przerzucona na północ do wsparcia działań w ramach operacji nadbałtyckiej.
Ostatnie miesiące wojny spędziła na północ od Królewca (niem. Königsberg), zapobiegając rajdom niemieckich jednostek zmotoryzowanych. Wieść o Zwycięstwie, 9 maja, przywitała w Bałtyjsku.
Po wojnie rozwiązana.

### Dowódcy
Przez cały okres istnienia 87GwDS jej dowódcą był pułkownik Kiriłł Tymczik.